# Плакиотакис, Яннис
Я́ннис Плакиота́кис (греч. Ιωάννης Πλακιωτάκης; род. 10 июля 1968, Афины, Королевство Греция) — греческий политический и государственный деятель. Член партии Новая демократия, президент партии в 2015—2016 гг. после отставки Вангелиса Меймаракиса. Является членом греческого парламента от Ласитиона с 2004 года. В прошлом — министр морского флота и островной политики Греции (2019—2023).

## Биография и образование
Родился в столице Греции Афины. Активно изучал биохимическую инженерию в Уэльском университете в Кардиффе. Затем он получил степень магистра в области биохимической инженерии в Лондонском университете, а затем получил ещё одну степень магистра делового администрирования.

## Политическая карьера
Является членом Новой демократии с 1987 года. Он был муниципальным советником муниципалитета Сития с 1990 по 2002 год. Впервые он был избран членом парламента Греции от Ласитиона в 2004 году, и с тех пор переизбирался на каждых выборах.
В октябре 2007 года Плактиотакис был назначен заместителем министра национальной обороны. В 2015 году Вангелис Меймаракис назначил Иоанниса Плакиотакиса вице-президентом по новой демократии, в то время как он рассматривал вопрос о том, уйти в отставку или же нет. Позже в тот день Меймаракис подал в отставку, назначив Плакиотакиса временным председателем партии до завершения выборов руководства Новой демократии.